# ゼルドナーシルト
『ゼルドナーシルト』（Söldnerschild）は、1997年9月25日にセガから発売されたセガサターン用シミュレーションRPG。企画・製作は光栄（後のコーエーテクモゲームス）。1998年3月19日に光栄から『ゼルドナーシルトSpecial』と改題されたPlayStation版が発売され、ジャンルは同社独自のゲームジャンル「リコエイションゲーム」に分類される。また、『Special』は「コーエー定番シリーズ」などの廉価版も発売された。
一介の傭兵から身を起こして、大陸統一を目指すのが、本作の目的である。他のシミュレーションゲーム（特にコーエーのそれ）と異なり、内政や外交などに直接携わることはできないが、傭兵の立場から国を動かすというスタイルなどからマニアックな人気を博している。

## ストーリー
舞台はリグリア大陸という架空の大陸。この大陸の西部では以前からラーガイル王国と神聖ラーナ帝国の二大勢力の拮抗により平和が維持されていた。ところが、大陸歴939年、ラーガイル王国国王カール8世の急死により、事態は一変する。カール8世の跡を継いだのはまだ1歳のカール9世であり、摂政としてクローヴィス侯爵がその地位に着くと、これに不満を持つ貴族たちがラーガイル王国からの独立を宣言し、ザクセン公国を建国する。さらに穏健派貴族たちも独立、エスタニア共和国を建国し、ラーガイル王国は完全に分裂した。
一方の大国、神聖ラーナ帝国は東方植民政策をやめ、この期に乗じて大陸制覇を目指す。二大国の間にあった諸国も同時に軍事行動を開始し、大陸全土が戦乱の坩堝に投げ出されるようになった。
主人公はこの乱世に終止符を打つために傭兵団を率いて特定の国に貢献し、大陸を統一へと導かねばならない。

## ゲームの進行
1月を1ターンとして都市間の移動、仕事の依頼、戦闘などを行う。
中隊長時代
ゲーム開始から3ヶ月（3ターン）はティーグル傭兵団の一中隊長として過ごすことになる。この時期は仕事を選ぶこともできず、都市の移動も強制であり、チュートリアル的な時期である。
傭兵隊長時代
951年3月のミッション終了後、ティーグル傭兵団の団長・シュタインドルフの遺志を主人公が継ぎ、新たな隊長となる。この時から自由に都市を移動でき、また仕事の中身も選択することができるようになる。ただし、中隊長が6人になる（951年7月）まであまり多くの仕事を選ぶことはできない。また、隠しパラメーターの武勲値や貢献した国の勢力拡大などに伴い、強制的にミッションが決定する場合もある。
武勲値と特定国家への貢献度が一定以上になると騎士に勧誘される。受諾すれば騎士となり、断れば傭兵のまま大陸統一を目指すことになる。
なお、隠しパラメーターであるカルマ値が一定以上に達したり、傭兵のまま954年に入るとそのままバッドエンドに突入してしまう。カルマはティーグル傭兵団の理想に反した行為（市民の虐殺や買収されるなど）や八方美人な戦略を行うと上昇し、教会に寄付を行うと減少する。
騎士団長時代
騎士への登用を受諾すると、主人公は騎士になり、部隊名もティーグル傭兵団から○○騎士団（騎士団名は各国ごとに異なる）に変更される。騎士になると都市間の移動パートはなくなり、首都に滞在し続けることになる。また、仕事の種類も以下の順に固定され、ミッションへの突入前には100人ほど兵士が補充される。
- 防衛線突破
- 血煙傭兵団との決戦
- 敵国首都攻略1
- 各国ごとの任務（エンディングに影響する）
- 葬送傭兵団との決戦
- 敵国首都攻略2
- 内戦（自国の騎士団や正規軍との戦い）

なお、最後のミッションはこれまでの選択やミッションの成否で反乱軍か反乱鎮圧軍かのいずれかに自動的に加わる。そして、これまでの応答やミッションの成否によって大陸が平和となるグッドエンドか新たな戦乱の勃発を予見させる「いまいちなエンディング」になる。

### 一ヶ月の流れ
その月が始まると滞在する都市を決めるところから始まる。都市を決定すると、都市の施設を利用できる。ギルドで仕事を請け負い、ミッションが終了したら、宿屋に入りその月の行動全てを終わらせるのが基本だが、教会で魔法を習得したり、ショップでアイテムを購入したり、訓練所で必殺技を習得したり、酒場で小隊長を雇用する・歌姫にプレゼントを贈る（歌姫と親密になると通常購入できないアイテムを入手できる）などといった行動をとることもできる。また、各地の民家ではイベントが発生することもある。

## 戦闘
戦場場面はスクエア（四角形）型のマップで構成されている。中隊同士が接触し、攻撃を始めると集団戦闘が始まる。

### 基本システム
一個中隊は一～三個小隊（一個小隊は小隊長と兵士25人（最大）からなる。また、中隊長は一個小隊の小隊長も兼任する）で構成される。中隊長は変更できず、中隊を構成する小隊のみ戦場場面に入る前に入れ替えたり、隊列を変更できる。戦場場面では中隊単位で、集団戦闘では小隊ごとまたは全小隊に指示を出す。
勝利条件を満たせば自軍勝利となり、隠しパラメーターの武勲値と味方した国の貢献度が（ミッションによってはカルマも）上昇し、敵対した国の貢献度が低下する。また、ギルドで契約した金額の2倍の報奨金が支払われることがある。勝利条件は敵中隊の全滅という分かりやすいものから敵の特定中隊の壊滅、自軍中隊を護衛して特定位置まで移動させるなどがある。一方、敗北条件もある。多くは主人公の中隊の壊滅であるが、護衛すべき中隊が壊滅したり、敵中隊の退却を許しても敗北となる場合がある。主人公の中隊が敗走するとゲームオーバーとなるが、それ以外の場合はゲームを続けることができる。

### 戦場場面
ターン制の戦略場面である。主に中隊の移動、神聖兵・暗黒兵の召喚、回復魔法の使用を行う。各種情報・勝敗条件の確認やセーブ・ロードもできる。特にイベントによって勝敗条件が変更されることが多いのでまめに確認したほうがよい。また、戦闘や魔法を使用せずに待機すると中隊の士気をあげることができる。士気は集団戦闘での攻撃力に直結するので、余裕があれば待機するのも重要である。

#### 移動時の注意
ゾーン・オブ・コントロール（ZOC）があるので、敵中隊の壊滅や味方の護衛にはこれを活用する必要がある。また、味方中隊が騎兵のみで構成されると移動力が増加して、平地ではより効率的な移動ができる。

### 集団戦闘
一種のリアルタイムバトルである。中隊同士が接触して、攻撃を行うと集団戦闘が始まる。ここで敵味方の最前列の小隊が接触すると自動的に敵小隊を攻撃することになる。集団戦闘には制限時間があり、時間内に集団戦闘で小隊長のヒットポイントが0になると、その小隊は壊滅し、中隊長のそれが0になると他の小隊が無傷でも中隊は壊滅する。小隊長や中隊長のヒットポイントを0にするには配下の兵を全て倒さねばならない。その上で攻撃を続けると倒すことができる。時間内に決着がつかなければ引き分けとなり、次の攻撃に勝敗は持ち越される。
なお、味方の小隊長が倒されると場合によっては死亡することがあるが、中隊長はイベントとも関わるため戦死しない。
集団戦闘の際の攻撃力などは兵科の相性、兵種の能力、士気、兵士数、指揮官の指揮能力、自軍の位置（敵陣まで前進すれば士気の低下を抑えることができ、自陣まで後退すれば防御力が上がる）、地形によって決定される。
集団戦闘で指示を出す際にはコマンドポイントと呼ばれるポイントを消費する。コマンドポイントは制限時間まで上昇し続ける。また、コマンドポイントが足りなければ指示を出すことはできない。出せる指示は、小隊の前進と後退、防御（その場待機）、隊列の交代、魔法や弓攻撃の指示である。移動に関する指示に必要なコマンドポイントは少ないが、強力な魔法ともなると多くのコマンドポイントを消費する。

### 兵科と相性
兵科には騎兵・歩兵・槍兵・弓兵・神聖兵・暗黒兵の6種がある。小隊長が率いる兵科はあらかじめ固定されており、それを変更することはできないが、レベルアップすることでより優秀な兵種を率いることができるようになる。なお、主人公はゲーム開始時の設定で騎兵・歩兵・槍兵・弓兵のいずれかを選ぶことができる（その後は固定される）。また、イベントであるキャラの兵科が変更される。
兵科にはそれぞれ相性があり、騎兵は歩兵に強く、歩兵は槍兵に強く、槍兵は騎兵に強いというのが基本的な相性である。また、弓兵はどの兵科に対しても弱く、暗黒兵は神聖兵以外のすべての兵科に対して強く、神聖兵は暗黒兵に強い。集団戦闘ではこの相性を加味して、隊列を入れ替えることが重要となる。
騎兵
歩兵に対して強く、槍兵に弱い。最も機動力が高く、騎兵のみで構成した中隊は行動範囲が広くなる。平野で最も力を発揮し、森や建物などでは防御力や機動力が落ちる。兵種はトルーパー・ウィングフッサー・ドラグーンがある。
歩兵
槍兵に対して強く、騎兵に弱い。森や建物で防御力が上がる。兵種はファイター・ガーディアン・ベルセルクがある。自軍では編成できず、敵軍または友軍としてのみ登場するものとして山賊・海賊・盗賊・異民族・村人があるが、これらも歩兵に準じる（なお、海賊は海上で最も力を発揮する）。
槍兵
騎兵に対して強く、歩兵に弱い。森や建物で防御力が上がる。兵種はパイク・ファランクス・テルシオがある。
弓兵
接近戦はできないが、コマンドポイントを消費して強力な弓攻撃を行うことができる。なお、弓攻撃には一定の距離が必要である。兵種はショートボウ・ロングボウ・スナイパー。
神聖兵
HP・攻撃力・防御力が非常に高いが、魔法防御力が極端に低い。戦場場面で召喚魔法を使うことで編成できる。兵種はアースゴーレムとストーンゴーレムの二種。
暗黒兵
神聖兵以外の兵科に強く、魔法防御力がずば抜けて高いが、他の能力はあまり高くない。戦場場面で召喚魔法を使うことで編成できる。兵種はゾンビとスケルトン。

### 魔法
魔法には攻撃魔法・回復魔法・召喚魔法・補助魔法がある。一定のレベルに達すると教会で習得することができる。
攻撃魔法
敵小隊にダメージを与える。魔法ごとに攻撃範囲が決まっており、タイミングを誤るとほとんどダメージを与えられないこともある。また、一定の距離をとらなければ使用すらできないものもある。自軍中隊長はいずれかの攻撃魔法を習得する。また、敵の山賊・海賊・盗賊・異民族・暗黒兵は必ず習得している。各国・各傭兵団のキーパーソンの多くも習得している。
回復魔法
味方小隊の兵士・小隊長のHPを回復する。主に神聖兵を率いるものが習得する。
召喚魔法
神聖兵と暗黒兵を召喚したり、消滅させたりする。召喚するものは戦場画面でしか使えず、戦闘に突入すると使用できない。逆に召喚した兵を消滅させるものは戦闘中しか使えない。
補助魔法
戦闘中、味方ステータスを上昇させたり、敵ステータスを減少させたりする。特に敵の魔力（＝魔法防御力）を減少させるドレイン系は極めて「凶悪」な威力を発揮する。

### 一騎討ち
戦場マップで特定の敵中隊と主人公の中隊が接触し、戦闘を開始するとイベントが発生し、一騎討ちが発生することがある。攻撃と防御を交互に行い、HPがゼロになったほうが敗北となる。野戦での一騎討ちに敗北すると即ゲームオーバーになるので受けるか否かの判断は慎重に行う必要がある。また、各国の首都にある闘技場や町でのイベントで一騎討ちが行われる場合があるが、前者で敗れてもゲームオーバーにはならない。

#### 攻撃側コマンド
攻撃
通常攻撃。回避されたり、反撃を受けたりすることもある。
気合
必殺技を使うために必要なテクニカルポイント（TP）をためることができる。通常は2ポイントたまるが、素手のときのみ3ポイントたまる。
必殺
TPを5～10消費して大ダメージを与える。強力な技ほど、多くのTPを消費する。武器によって必殺技の種類が異なり、武器ごとの必殺技を習得していなければ使用できない。

#### 防御側コマンド
防御
必ずダメージを受けるが、その威力を確実に半減できる。
回避
成功すると、ダメージを受けないばかりか、TPが1ポイントたまる。回避成功率は素早さに左右される。必殺技は回避できない。
反撃
成功すると、敵の攻撃を回避して逆にダメージを与える。TPを1消費する。成功率は素早さによる。必殺技には反撃できない。

### 戦後処理
戦闘に勝利すると、ギルドで契約した金額の2倍の報奨金が支払われる。これを戦闘に参加した全ての小・中隊長で分け合う。この金をもとに自軍の小・中隊長はアイテムを購入したり魔法を習得する。ただし、一部のイベント戦闘では勝利してもプレイヤーにのみ支払われたり、全く支給されないこともある。

## ゲーム中の国家・傭兵団

### 主な傭兵団
ティーグル傭兵団
主人公たちが所属する傭兵団。葬送傭兵団を追い詰めた事で世界に注目を浴びる。しかしながら、NO2のアントニオの追放もあり、ティーグルはシュタインドルフのワンマン傭兵団という認識が強い。後に団長はシュタインドルフから主人公に。大陸を統一し、平和をもたらすことを目的とする。騎士団に登用されると名称がそれぞれの国ごとに変化する。
葬送傭兵団
スマイリー率いる大陸最強の傭兵団であり、ティーグル傭兵団の宿敵。副官であるベルンハルトやテリーも他の傭兵団のトップクラスに匹敵する実力者であり、非常に強大だが、相手だけでなく雇い主も滅ぼすといわれ、恐れられている。
血煙傭兵団
略奪や虐殺といった非道な仕事を好む傭兵団で、葬送傭兵団と共にティーグルの宿敵。団員各々の実力は高いが、葬送傭兵団との戦いは避けるなど、勝ち目の無い戦いは避ける傾向がある。
メデューサ傭兵団
大陸では珍しい、女性幹部のみの傭兵団。主人公たちとは因縁浅からぬ関係で、敵対することも協力することもある。
クロトワ傭兵団
ティーグル傭兵団と志を共にする数少ない傭兵団。主人公が騎士に登用されると二つのミッションで協力してくる。
白バラ傭兵団
ストーリーの上でティーグル傭兵団との絡みはないのだが、イベント的な戦闘でしか登場しない珍しい傭兵団。

### 国家
神聖ラーナ帝国
元首は皇帝フリードルム2世。キーパーソンは副宰相のオズワルド。ゲーム開始段階で領土･軍事力共に最大の国家。聖職者の叙任権をめぐる争いから法王との関係が悪化し、法王寄りのフェンリル王国と敵対する。フリードルム2世は軍備増強に力を入れる一方で、内政には関心を持たず、国政は宰相ラスローに一任されている。軍備優先の政策のため、国内には重税が課されており、不満を持つ民衆による革命の動きもある。また、法王との関係についても皇帝と宰相との意見が食い違っており、法王寄りのラスローはしばしばフリードルムを諌めている。騎士団名には雷の字がつく。主人公が仕官するとティーグル傭兵団は春雷騎士団となる。
グランクール王国
元首は国王カール9世。キーパーソンは摂政・クローヴィスと軍事総督・フランソワ。分裂したラーガイル王国の正統を継ぐ。ラーガイル分裂のきっかけを作ったザクセン公国を謀反人の国として、敵視する一方、エスタニア共和国とも対立している。摂政クローヴィスは政務能力に長けた忠義の士ではあるが、独裁的な性格のため、国内の騎士の一部も反発を強めている。騎士団名には日・月・星がつく。主人公が仕官するとティーグル傭兵団は暁星騎士団となる。
ザクセン公国
元首は国王フォイエルバッハ。キーパーソンは双頭竜騎士団団長フェルディナント。クローヴィスと敵対していたフォイエルバッハが、一族や彼に共鳴した貴族たちと共にラーガイルより独立する。独立より十数年を経たが、フォイエルバッハは病がちとなり、王子マンフリートは優しい性格から軟弱者とみなされている。このため、フェルディナンドとその姉ロイテガルドは王子を廃嫡に追い込み、国をのっとろうと画策しているふしがある。騎士団名には竜の文字がつく。主人公が仕官するとティーグル傭兵団は竜神騎士団となる。
エスタニア共和国
元首は共和国議長ジョバンニ。キーパーソンは大陸一の宿将アルベルト。ラーガイル分裂の際にクローヴィスにもフォイエルバッハにもつかなかった貴族たちが中立的な立場を保全するためにラーガイルより独立する。大陸で唯一の民主制国家（ただし、議会は貴族議会）であるが、よく言えば温厚、悪く言えば優柔不断なジョバンニは議会をまとめ切れず、執政官のロレンツォの発言力が大きくなっている。ゲーム開始段階で最も軍事力が脆弱である。騎士団名には天候にちなんだ名前がつく。主人公が仕官するとティーグル傭兵団は光輝騎士団となる。
フェンリル王国
元首は女王クリスティナ4世。キーパーソンは最高顧問のフレデリカ。元首･最高顧問共に女性で、女性優位の国家。大陸の国々の中でも最古の国で、国民の信仰心も厚い。こうした歴史から領土拡大には興味がなく、教会とも極めて良好な関係にある。列国の中でも最北国で厳しい自然環境のため、あまり豊かな国ではなかったが、近年、著しく経済成長している。その影には海賊を利用しているという噂もある。しかし、搾取し続けるだけの教会よりも、理をもたらす海賊との共存を望む者も多い。騎士団名には氷の字がつく。主人公が仕官するとティーグル傭兵団は氷雪騎士団となる。
マイラルド王国
元首は国王アレクシオス3世。キーパーソンは王子ウィレム。辺境の島国であったが、ラーガイル分裂を契機に大陸へ侵出する。旧ラーガイルの中で最弱のエスタニアに標的を絞って侵攻している。大陸進出を積極的に進めているのが王子のウィレムで、その理由は恋人に地平線を見せると約束したことによる。こうした王子の直情的な性格は国民の熱狂的な支持を受けているが、国王の異母弟のエセルバルドはこうした情勢を苦々しく思っている。騎士団名は海にちなんだものがつく。主人公が仕官するとティーグル傭兵団は南海騎士団となる。
ウィッグ神教団
元首は法王クロトーネ7世。キーパーソンは大司教イグナティウス。大陸で信仰されているウィッグ教の総本山。各地の領主の寄進によって一エリアを支配するほどの勢力を持つ。叙任権問題からラーナとの緊張が高まっており、フェンリルをはじめとした諸国を通じて間接的に対抗している。ウィッグ神教団で大陸を統一することはできないが、主人公に異民族撃退の任務を依頼することもある（通常、法王領のギルドではその隣接国からの依頼を受けることができる）。騎士団は法王直属の聖マウテス騎士団のみ。

## 主な登場人物

### ティーグル傭兵団
主人公（デフォルト名・アイン）
中隊長、後に団長（展開によってはさらに騎士団長）。幼い頃に両親を失い、アナスタシアの父・ロバートに養育される。ロバートが血煙傭兵団によって殺された後に、命の恩人であるシュタインドルフの理想に共感してティーグル傭兵団に加入する。シュタインドルフの死後、彼の理想を継いでティーグル傭兵団の団長となる。
アナスタシア
小隊長、後に中隊長。主人公とは幼馴染の関係。ロバートの死後、主人公やリュークと共にティーグル傭兵団に加わる。気が強い反面、淋しがりや。平和のためにやむなく戦っている様子である。
リューク
小隊長、後に中隊長。主人公たちとは同郷（ただし、面識はなかった様子）。血煙傭兵団によって家族が虐殺されたため、その復讐を目的に主人公たちと同時にティーグルに加わる。性格は一本気な熱血漢。ストーリーが進むにつれ、目的も敵討ちから最強の男になることに移っていく。
ルイーザ
中隊長。騎士に憧れをもち、独学で剣術や兵法を学ぶ。ティーグルでは古参的存在。沈着冷静だが、なぜか「おばさん」と呼ばれることが多く、そう呼ばれると激怒する（設定では主人公より二つ年上で、20代半ば）。
アントニオ
中隊長。伊達男で、ナンパが趣味。ルイーザと同様に古参だったが、誤解から一時追放される。シュタインドルフの死後、中隊長に復帰する。
ギルフォード
中隊長。強大な魔力を持つ伝説的な魔法使い。息子であり、弟子でもあったスマイリーの野望を阻止するためにティーグルに入団する。
シュタインドルフ
初代団長。戦乱を静めるための傭兵団であるティーグル傭兵団を設立する。優れた剣士で二刀流を習得していたが、かつてギルフォードと共にスマイリーと戦った際、左腕を失う。葬送傭兵団との戦いの中で主人公たちを逃がすためにスマイリーと一騎討ちを行い、戦死する。

### 他傭兵団
スマイリー
葬送傭兵団の団長。強靭な肉体と膨大な魔力を持つ。大陸の混乱に乗じて大陸制覇の野心を持つ。大陸統一のための最大の敵であり、シュタインドルフの仇でもある。実はギルフォードの息子かつ弟子。
コルテス
血煙傭兵団の団長。残忍な性格で殺戮と略奪に喜びを覚え、鎧の布地を相手の血で染める趣味がある。実力は高いが、スマイリーやシュタインドルフなどの自分より強い者とは戦おうとしない。主人公、アナスタシア、リューク共通の仇。
イザベル
メデューサ傭兵団の団長。自分の美貌に絶対的な自信を持つ。傭兵稼業で手に入れた金は化粧や装飾品のために使う。主人公は昔の恋人に似ているらしく、彼女にとって気になる存在である。
バーシバル
クロトワ傭兵団団長。シュタインドルフとは同志であり、主人公たちの理解者となる。
オルハン
元ティーグル傭兵団の中隊長。後にティーグルを裏切り、葬送傭兵団に加わる。粗暴で嫉妬深い性格で、部下の手柄を横取りしたり、町の住民を恐喝することもあった。

## Specialでの変更点
『ゼルドナーシルトSpecial』として発売されたPlayStation版は、いくつかの追加・変更が見られる。なお、ハード的な仕様の変化に伴うものは省略する。
- スマイリー、コルテス、イザベラが絡む一部イベント、および前三者と自軍中隊長が魔法を使用した際にCVが挿入される。
- BGMの追加。
- ロードの追加。
- 自軍小隊長や歌姫のプロフィール内容の追加・修正。
- グッドエンディングの場合、スタッフロールが挿入される。
- その他、ゲームバランスの調整。はっきり判別できるところでは、攻撃魔法の威力がやや弱めとなっている。

## 公式サイト
- ゼルドナーシルトSP